# Humidicutis pura
Humidicutis pura är en svampart som först beskrevs av Peck, och fick sitt nu gällande namn av E. Horak 1990. Humidicutis pura ingår i släktet Humidicutis och familjen Hygrophoraceae.   Inga underarter finns listade i Catalogue of Life.